# 愛沙尼亞號
愛沙尼亞號（MS Estonia）是一艘愛沙尼亞籍客輪。1994年9月28日，愛沙尼亞號在芬蘭西南部波羅的海海域沉沒，造成852人死亡，這是歐洲自二次世界大戰以來最嚴重的一次海難事故。

## 船隻資料
愛沙尼亞號於1980年完工，是當時較為現代化的客滾船舶。船長155.4米，寬24.2米，吃水5.6米，滿載排水量15,600噸，航速20節，主機功率22,000匹。

## 船難
爱沙尼亚号客轮于1994年9月27日下午7时离开爱沙尼亚的塔林港，沿芬兰湾的航道向瑞典斯德哥尔摩航行，船上共有989人，其中乘客803人、船務人員186人。乘客大多数是瑞典人，包括50多位北雪平市结伴出游的退休老人、斯德哥尔摩警察局的70多位雇员，还有不少旅游团。船務人員則多為愛沙尼亞籍。
據當晚的天氣預報，芬蘭灣附近海面有暴風雨，風速每秒可能會超過20米，但按照愛沙尼亞號的設計，當日風浪並不會對船隻造成威脅。9月28日00:00左右，愛沙尼亞號駛至芬蘭灣口于特島（Utö）附近海面，當時的風速高達了每秒27米，此時輪船突然劇烈晃動，隨后船艙便開始進水。
28日00:24，愛沙尼亞號發出了第一次、同時是最後一次的緊急呼救信號，00:48，愛沙尼亞號從雷達屏幕上消失，當時位置離塔林港與斯德哥尔摩各約200公里 。
由愛沙尼亞、芬蘭和瑞典聯合專責小組1997年發表的官方調查報告，表示海難原因是船隻在惡劣天氣中航行速度太快，而船頭艙門的鎖出問題，經不起巨浪衝擊而破開，導致海水從下層停泊車輛的船艙湧入，加上出事后船員反應太慢，釀成巨禍。

## 乘客
| 遇難者國籍     | 死亡人數 |
| -------------- | -------- |
| 瑞典           | 501      |
| 爱沙尼亚       | 285      |
| 拉脫維亞       | 17       |
| 俄羅斯         | 11       |
| 德国           | 11       |
| 芬兰           | 10       |
| 挪威           | 6        |
| 丹麦           | 5        |
| 立陶宛         | 3        |
| 摩洛哥         | 2        |
| 英国           | 1        |
| 乌克兰         | 1        |
| 奈及利亞       | 1        |
| 荷蘭           | 1        |
| 法國           | 1        |
| 加拿大         | 1        |
| 白俄羅斯       | 1        |
| 千里達及托巴哥 | 1        |
| 總計           | 854      |

## 腳註
1. ↑  關於乘客的數量並沒有一致的說法，因可能有人訂了票但未上船，有的乘客則是臨時上船，另外尚須加上免票的兒童，使得人數無法精確統計。一般認為總人數（含乘客及船員）在900～1100人之間。

## 外部連結
- 愛沙尼亞號海難- 王朝網路 （页面存档备份，存于）
- 郭濟士- 明報國際評論- 揮之不去的海難陰謀論